# Дедпул
Дедпул (справжнє ім'я Вейд Вінстон Вілсон) — антигерой з коміксів американського видавництва Marvel Comics. Він був створений художником Робом Лайфілдом і письменником Фабіаном Ніціеза і вперше з'явився в коміксі «The New Mutants» #98 (лютий 1991).
Дедпул зайняв 182 місце в списку журналу Wizard «200 найкращих персонажів коміксів всіх часів»; зайняв 45 місце в списку журналу Empire «50 найкращих персонажів коміксів», а в травні 2011 року зайняв 31 місце в списку «Сто найкращих персонажів коміксів усіх часів» за версією IGN.

## Біографія

### Ранні роки
Про дитинство Дедпула майже нічого невідомо, а те, що відомо, є вкрай суперечливою інформацією. Ймовірно, його справжнє ім'я Вейд Вілсон (англ. Wade Wilson), хоча навіть сам язикатий найманець в цьому сумнівається. Одного разу вбивця розповідав про свою матір, яка померла від раку, коли Вейду виповнилося 5 років. А через ще якийсь час Вілсон сказав, що мати била його протягом усього дитинства. Схожа ситуація і з батьком язикатого найманця. З одного боку, Вейд говорив, що батько кинув його з матір'ю в ранньому дитинстві і що більше він свого тата ніколи не бачив. Але з іншого боку, Вілсон розповідав, як його батька застрелив п'яний друг в барі, коли йому виповнилося 17 років. Вбивця також згадував, що все своє дитинство він провів в Огайо, хоча це також під великим питанням. У всякому разі, з усіх слів язикатого найманця можна зробити один висновок: Вейд ріс в обстановці жорстокості і насильства, яка не могла не позначитися на його психіці. Коли Вілсон виріс, він пішов в армію, де досить швидко виділився на тлі інших солдатів, оскільки був дуже вправний у рукопашному бою, неймовірно влучно стріляв і вміло користувався всіма видами зброї.

### Дедпул і Департамент Ікс
Виявивши у себе ракове захворювання, Вейд розірвав усі відносини з Ванессою. У Канаді в нього з'явилася надія — Департамент X — спеціальна організація розробки зброї при уряді Канади. Вілсон став «піддослідним кроликом» у спільному проекті США і Канади з використання надсили людей. Вілсон був включений в спецгрупу, в яку також входили: практично невразливий Слугго, а також кіборги Кейн і Слейбек. Через якийсь час в цю ж групу увійшла Ванесса, коли їй «прищепили» здатність маскуватися під інших людей. Вона взяла ім'я Копікет.
В одній з місій Вілсон вбив Слейбека. В результаті він був виключений з програми «Зброя X» і його відправили в Госпіс, де утримували надлюдських оперативників. Але також у ньому, без відома уряду Канади, ці самі бранці піддавалися жахливим експериментів з боку доктора Кіллебрю і його помічника з садистськими нахилами — Аджакса. У них була своя азартна гра — «смертельний пул» (англ. Deadpool), предметом ставки в якому було те, наскільки довго зможе прожити той чи інший «пацієнт». Сила волі Вілсона забезпечила йому величезний авторитет серед інших «пацієнтів». Одного разу Аджакс, допечений знущанням Вілсона до «живого», зробив одному з його друзів операцію на мозку. Вілсон вбив свого друга, щоб припинити його муки. Але, за правилами Кіллебрю, вбивця мав бути покараний єдиним чином — смертю: Аджакс з радістю вирвав серце Вілсона і залишив його помирати, але того охопила така жага помсти, що його здатність до регенерації посилилася на порядки, відновивши його серце, хоча і не вилікувала його зранене тіло. Вілсон напав на Аджакса, вбивши його за принципом «око за око», і втік з Госпісу з кількома друзями. З тих пір він взяв ім'я Дедпул.
Є альтернативна версія, яка розповідається у фільмі Люди Ікс: Початок. Росомаха, Вейда знайшов Страйкер, який в подальшому буде ставити експерименти, додавши йому всі можливості які можуть «ужитися» в одному тілі, в тому числі регенерацію Росомахи і інших мутантів. На завершальній стадії експерименту, коли вчені адаптували мозок для повного підпорядкування командам, стався передчасний старт проекту. Надалі після зустрічі з Росомахою, шаблезубий був обезголовлений, але завдяки здатності зцілення відростив нове тіло.

### Найманська діяльність
Після втечі Дедпул деякий час працював в команді з штучно зміненими злочинцем молотоголовими. Але незабаром він знову відправився в «вільний політ», надівши свій новий костюм, щоб підкреслити свою індивідуальність. Іноді його наймав сам Вілсон Фіск, також відомий як кримінальний лорд Кінгпін. Крім того, Дедпул схопився з Росомахою, який тоді був канадським агентом. Також за три роки, проведені на волі, Дедпул зіткнувся зі Сліпою Ел і, здолавши її, замкнув у себе вдома. Спроби полонянки до втечі закінчувалися смертю тих, чиєї допомоги вона шукала, не залишивши їй іншого вибору, окрім як підкоритися.
Через кілька років після втечі з Госпісу, Дедпул знову став служити Канадському уряду, можливо, для того, щоб залікувати ті рани, що залишив Кіллбрю. Його оглянув і вилікував доктор Волтер Лангковскі, він же — звіроподібний Єті канадської команди супергероїв «Загін Альфа». Але через якийсь час Дедпул вирішив, що робота на уряд його не влаштовує, і розірвав усі відносини. Незабаром його найняв черговий кримінальний авторитет, Чарівник. Але Дедпул помилився і отримав роботу, видавши себе за Гобґобліна. Коли ж він знову зв'язався з чарівником, той приєднався до Жахливої четвірки, в яку крім нього і Чарівника входили Наглядач і Конструктор. Втім, як команда вони діяли недовго, і, коли вони розпалися, Дедпул спробував найнятися до Кінгпіна, але не витримав конкуренції з Міченим. Тоді він почав часто відвідувати клуб найманців під назвою «Пекельний Дім», де завдання видавав не хто інший як Патч. У цьому клубі Дедпул нажив нових ворогів — він побився з вбивцею-чаклуном Ті-Реєм, якого відразу не злюбив. Незабаром він знайшов собі нового «клієнта» — Толівер, мандрівника в часі, під командуванням якого він возз'єднався з Слугго і Копікет. Втім, для Копікет у Толівер було спеціальне завдання, про яке Дедпул не знав — вона повинна була замаскуватися під іншого мутанта-найманця — Доміно. У той же час Дедпул найняв Візлі, щоб той забезпечував його зброєю, і швидко з ним подружився.
Через якийсь час Толівер дав Дедпулу нове завдання — вбити Кабелі, який насправді був батьком Толівер і до кого була заслана Копікет під личиною Доміно. Втім, Дедпул не зміг виконати завдання, оскільки Кейбл допомагало «нове покоління» мутантів, які звали себе «Нові мутанти», але незабаром вони з легкої руки Кабелі стали зватися «Сила Людей Ікс». Вони вбили Толівер в сутичці, а його просунуті технології, які він використовував, зацікавили його колишніх найманців. Дедпул теж брав участь в їх пошуку, але йому завадив звалився нізвідки Слейбек, кібернетично відновлений після смерті від руки Дедпула і спраглий помсти. Підсумком битви було серйозне поранення Копікет, і Дедпул не пошкодував частини своєї сили до регенерації, щоб врятувати її.
Дедпул також допоміг Бузок з Сили Ікс в її битві з Джаггернаута і її власним дядьком, Чорним Томом Кессаді, у якого в підпорядкуванні був ніхто інший, як доктор Кіллебрю. Дедпул дуже прив'язався до Бузок, завдяки якій він знову почав співчувати іншим, хоча і не так, як раніше. Позбавлений опори під ногами, він спробував відновити відносини з Копікет, але та вже зблизилася з Кейном. Розлючений, Дедпул вступив в бій з Кейном і Росомахою — той прийшов, щоб доглянути за Кейном на прохання близького друга. Потім до Дедпула дійшла інформація, що якісь особи шукають ліки від вірусу під назвою Спадщина. Це виявилося пасткою, і Дедпул вижив лише завдяки допомозі Росомахи і ще одного мутанта-найманця — Меверіка.
Через якийсь час Дедпула наздогнала Зої Сіллоден, яка складалася в відродилася команді Ландо, Лакмена і Лейка; вони вірили, що Дедпула судилося стати Містрас, який допоможе в Золотому Столітті Землі. Але Дедпул дуже скептично поставився до такої пропозиції і відкинув його. Але на нього самого обрушилися наслідки його помилок, які привели навіть до того, що його найближчі соратники — Візел і Сліпа Ел — все більше відчужувалися від нього. Його переслідували примари його колишніх соратників по «Зброї Ікс», і коли він за їхнім наказом знову вбив Аджакса, то виявив, що вбивство перестало бути для нього простою справою. У надії на краще він прийняв пропозицію Сіллоден, але незабаром виявив, що його єдиною роллю було вбивство Тіамат, потенційної загрози для прибуття Месії. Замість цього Дедпул особисто вбив Месію, варто було йому дізнатися, що замість справжнього умиротворення той несе лише бездумну, отупляючу ілюзію оной.
Втративши будь-яку надію на самовдосконалення, Дедпул повернувся до кар'єри найманця. Щоб вирішити свої душевні проблеми, він запитав поради у лікаря Бонга, і той запропонував йому спробувати вирішити свої внутрішні розбіжності, б'ється з Росомахою. Цей бій дійсно очистив розум Дедпула, але, коли він дізнався про відродження Мерседес Вілсон, його колишньої дружини, то її психіка перенесла серйозний удар. Це виявився хитрий хід Ті-Рея, який одночасно заявив, що він і є справжній Уейд Вілсон, сподіваючись остаточно звести Дедпула з розуму. Але той виявився міцним горішком, бо, незважаючи ні на що, знову повірив у те, що може самовдосконалюватися. В помсту Ті-Рей убив Мерседес.
Через якийсь час Дедпул прийняв замовлення на Дункана Весса, але під час виконання цього завдання він знову зіткнувся з Росомахою і вступив з ним у бій. Але їх бій перервав напад підручних Весса, який сам опинився вервольфом, і, здолавши його, Дедпул і Росомаха розійшлися досить мирно. Але незабаром сталося нещастя: під час однієї з місій Сирена була серйозно поранена, і Дедпул присягнув був у що б то не стало вилікувати її. Він навіть об'єднався заради цього з угрупованням під назвою Оглядовий Вежа і взяв у полон Росомаху, сподіваючись обміняти його на допомогу Бузок. Її вилікували, а Росомаха тим часом без праці втік з полону.
Дедпул знову вирушив на пошуки нового місця для себе. Він орендував місце разом зі старими знайомими, такими ж найманцями, як і він — Титані і Конструктором. Але під маскою Титании ховалася не хто інша, як Копікет, і їх притулок було незабаром знищено чарівником і Наглядачем — обидва вони жадали помститися Дедпула. Після цього Дедпул влаштувався в таємному складі і навіть взяв собі помічника, який назвав себе Дедпул-молодший, але цей хлопчина виявився одержимий ідеєю помститися Дедпула за те, що той брав участь у вбивстві його батька, і підірвав склад.
Після всього цього Дедпула вистежив Шаблезубий, який запросив його в нову програму «Зброї Ікс». Дедпул, вражений тим, як йому посилили здатності до регенерації, погодився. Незабаром він зрозумів, що методи «Зброї Ікс» дуже кровожерні навіть по його мірках. Смерть Копікет від рук Шаблезуба стало останньою краплею. Він вистежив Директора, але той звернув здатності до регенерації Дедпула проти нього самого і вбив його. Але залишкова дія регенераційної фактора відродило Дедпула, хоча і позбавило його пам'яті. Але незабаром він перетнувся з Візель, ця зустріч відновила його пам'ять, і він виявив, що крім нього вже четверо використовують ім'я Дедпул. Ці «самозванці» виявилися різними аспектами його власної особистості, створені за допомогою приладу під назвою Зірка Джиміні, яким скористався Ті-Рей, найнятий межгалактическим лиходієм Таносом. Танос був без розуму від Смерті, і її з Дедпула почуття один до одного приводили його в лють. Ті-Рей зумів вилучити з Дедпула всі його аспекти особистості, зробивши його схожим на порожню посудину. Але Дедпул зумів пошкодити Зірку, що змусило фрагменти його особистості вселитися в Ті-Рея, від чого той впав в коматозний стан. Щоб ще більше збентежити його, Дедпул поглумився над ним за те, що той називав себе справжнім Уейдом Вілсоном.
Отримавши роботу у кримінальній сім'ї Чотирьох Вітрів, Дедпул заручився повагою як найманець і навіть організував свою команду, «DP Inc». Допомагала йому в цьому Сенді Бранденберг. Втім, успіх Дедпула був недовгий, бо Чорний Лебідь вбив всю сім'ю Чотирьох Вітрів, а також жадав помститися Дедпула, втім, цього разу за безпідставним звинуваченням. Вважалося, що і Дедпул, і Чорний Лебідь загинули під час вибуху, Але Чорний Лебідь за допомогою своїх телепатичних здібностей зберіг свої і Дедпулскіе вміння та здібності в своєму підручному, Найдж. Хілінг фактор Дедпула зцілив Найдж, який, знесилений від ран і втратив пам'ять, знайшов шлях в апартаменти Сенді. Він був схожий на Дедпула, Сенді виходила його. Взявши ім'я Алекс Хайден, Найдж приєднався до Сенді і наглядачів, ставши членом «Агентства X». Але Дедпул також вижив після вибуху, хоча і втратив свої вміння і особистість, перетворившись в безвольне і безсиле тіло. Настільки жалюгідний вигляд Дедпула і прохання Сенді і Аутлоу переконали Найдж повернути тому його особистість і сили. Але Чорний Лебідь, участь якого також було обов'язково, обманом привласнив всі сили собі. Але вміння і особистість Дедпула повернулися своєму законному власникові, і він разом з Найдж, Аутлоу і людьми з нових Чотирьох Вітрів атакували його, змусивши його використовувати сили понад ті, що він міг контролювати. Таким чином, вони змогли змусити його повернути їх сили, після чого вбили.

### Дедпул і Кейбл
Пізніше Дедпула найняла Церква Єдиного Світу, щоб той вкрав зразки одного вірусу Фасад з Суніік Фармакопейі в Німеччині. Церква хотіла використовувати їх для того, щоб перетворити всіх у синьошкірих створінь, як вони самі. Дедпула, крім усього іншого, було обіцяно, що його позбавлять від спотворюють його тіло шрамів та опіків. Він виконав це завдання і став першим, кому був введений новий зразок сироватки. Його шкіра стала синьою, і він повністю влився в Церква Єдиного Світу. Незабаром після цього за Церквою став стежити Кейбл, намагаючись з'ясувати таємний задум організації. Його швидко виявили, але не напали, а «дозволили» мирно стежити за ними. Але Кабель все одно знайшов істину, і тоді Дедпул напав на нього. Кабель, сам отримав дозу вірусу, практично не зміг надати йому особливого опору. Але ін'єкція, зроблена Дедпула, пересилила його ж зціляє фактор, і Дедпул почав танути. Ні Кабель, ні Дедпул не могли використовувати свій творчий хист, і Натан вирішив, що необхідно злити їх ДНК. Саммерс отримав частину структури ДНК Дедпула і навпаки. Дедпул тепер міг використовувати здібності Кабелі до телепортації (яке він назвав «тілоковзанням»), а Натан регенерував більш ефективно завдяки фактору загоєння Дедпула. В результаті присутності вірусу Дедпул зумів навіть повернути собі нормальний вигляд, але, варто було Кабелю знищити вірус, як шкіра Дедпула знову покрилася здуттями і опіками.
Коли сили Кабелі досягли практично космічних висот, Люди Ікс (в тому числі і батько Натана — Циклоп) найняли Дедпула, щоб він допоміг зібрати разом частини міні-телепорту, які б допомогли зупинити Кабелі, який збирався об'єднати світ за допомогою своїх все зростаючих можливостей.
Після того, як Кабель пригрозив світовим лідерам відправити ракети на Сонце, ніж налаштував їх проти себе, Дедпул і Люди Ікс атакували острів Кабелі — Провіденс — де Дедпул перебіг на сторону Кейбл, розстрілявши Росомаху і Бішопа, щоб запобігти їх атаку на Саммерса. Кейбл же сказав, що він якраз сподівався, що Дедпул допоможе Людям Ікс зупинити його, тому що його сили зростали все більше, і він боявся втратити над ними контроль. Після цього Кейбл атакував Срібний серфер і практично знищив його в бою, але Дедпул врятував товариша, переміщуватися його і себе в безпечний притулок в Швейцарії. Але Кабель попросив підключити його до спеціального апарата, який зможе збільшити його сили, нехай і ненадовго. Саммерс зважився на це заради всіх жителів острова Провіденс, тому що через пошкодження генераторів він не міг втриматися в повітрі. Кабель зумів протримати острів, поки не відремонтували генератори, але це коштувало йому майже всіх його сил, і він знепритомнів, наостанок встигнувши повідомити всім людям Землі про те, чого він хотів домогтися і на що сподівався. Несвідомий Натан залишався в Швейцарії, поки Дедпул намагався знайти те, що б врятувало його, оскільки він був на межі життя і смерті. Нарешті, Уейд зумів добути зразок техноорганіческой суті, яка — в теорії — могла врятувати Кабелі. Але потрібен був той, хто зможе підключити цей організм до Натану. Незабаром на Дедпула напав Ремонтник з громовержця. Дірки в пам'яті Дедпула не дозволили йому згадати цю людину з ходу. Після бійки Ремонтник погодився допомогти Кейблу. Але на них напав Агент X, він же Алекс Хейден, він же — в минулому — Нідж, якого Дедпул здолав. Пізніше Агент Х наздогнав їх в Швейцарії, під час того, як Ремонтник підключав організм до Кабелю. Цього разу Дедпула вдалося переконати Алекса про ненапад. У цей момент Натан остаточно возз'єднався з техноорганізмом. Завдяки цьому Дедпул отримав притулок на острові Провіденс.
Незабаром на Провіденсі був убитий знаходиться на його території терорист № 1 — Хаджі бін Барат. Дедпул також вирішив взяти участь в розслідуванні, і незабаром з'ясувалося, що вбивство скоїв справжній професіонал, перетнув велику кімнату в три стрибки і вбив терориста двома пальцями. Дедпул з'ясував, що вбивця він сам і не пам'ятає, чому він це зробив. На Уейда оголосили полювання. Дедпул воював з Престер Джоном, який міг на рівних битися з Фантастичної четвірки і навіть Тором. Від смерті Уейда врятувало лише втручання Кабелі, але той оголосив, що Уейду краще забратися з острова, що той і зробив. Незабаром він потрапив у полон до Блек Боксу, який зумів закласти в його голову програму на знищення всіх метахьюманов, назвавши їх головною загрозою миру. Але Уейд зрозумів його слова по-своєму, вирішивши, що головна загроза миру — Кабель.
Переміщуватися на острів, Дедпул дізнався, що Натан пропав. Його помістили в Матрицю телепортації, щоб він зміг знайти Натана. Спочатку його перенесло в світ, де утвердилася Епоха Апокаліпсису, і він воював з Чотирма Вершниками, але тамтешній Кабель виявився вірним слугою Лорда Апокаліпсису, який мало не вбив його, Сирену і Кеннонбола. Другий світ виявився фактично раєм на Землі — не було ні війни ні страждань, але тамтешній Кейбл відразу не сподобався Дедпула, і він повернувся, варто було з'явитися Бузок і Кеннонболу. У третьому світі він зустрів Саммерса, якого повністю поглинула техноорганіческая сутність. Він мало не заразив Уейда, але завдяки Бузок той врятувався. У четвертому світі вони виявили Кабелі-немовляти під захистом Зловісного. Той зробив Кейблу ін'єкцію від Дедпула, не підозрюючи, що це пробудить ті самі сили, що дрімали в ньому. Скориставшись метушнею, Уейд, Тереза і Сем разом з Натаном телепортувалися в свій світ, на острів Провіденс. Там з'ясувалося, що метою Дедпула було вбити Кабелі. Але Сирена прикрила його собою, і Дедпул раптово для всіх став усіма силами чинити опір закладеної в нього програмою. Він знайшов єдиний вихід. Уейд застрелився.
Цілющий фактор врятував Дедпулу життя, відновивши його мозок. Але він нічого не пам'ятав про те, хто його запрограмував. Але Кабель зумів це з'ясувати і послав Силу Ікс на базу Блек Боксу. Тим часом він сам завдяки прискореному зростанню через ін'єкції від Дедпула накопичив сил і, розуміючи, що може втратити її даремно, зумів зцілити мозок Уейда, стабілізувавши його структуру.

### Громадянська війна

Deadpool 3

Під час Громадянської Війни Дедпул був одним з найкращих «мисливців на героїв». Він напав на Месників Великих Озер, коли полював на «антигероїв», тому як він дізнався про те, що вони зареєстровані, тільки після того, як його здолала Дівчина-Білка. Після цього Дедпул вистежив, як він сам був упевнений, шибайголова (насправді це був Залізний Кулак), але тому на допомогу прийшли Капітан Америка, Сокіл, Голіаф і Геркулес. Але вирубав Дедпула зреагувала Кабель, який також виступав проти реєстрації. Таємні Месники зв'язали його першим, що було під рукою на хімічному заводі — ізолентою, загорнувши його в кілька шарів. Втім, після шести годин такого висновку Кайбл звільнив Дедпула і переніс його спочатку в кабінет до Президента, де Дедпул безапеляційно заявив, що йому потрібно в туалет. Коли він повернувся, Кабель вже розкидав всіх охоронців, І Дедпул, все ще вірний «дядькові Сему», напав на нього. В результаті вони телепортувалися спочатку до Церкви Єдиного Світу, де вони продовжили з'ясування стосунків шляхом мордобою, а потім — в будинок Дедпула, де вони остаточно визначилися, на чиєму боці стоїть кожен з них.